# Paramocis maculata
Paramocis maculata är en fjärilsart som beskrevs av Walter Karl Johann Roepke 1948. Paramocis maculata ingår i släktet Paramocis och familjen nattflyn. Inga underarter finns listade i Catalogue of Life.